# Dalton (Richmondshire)
Dalton – wieś w Anglii, w hrabstwie North Yorkshire, w dystrykcie (unitary authority) North Yorkshire. Leży 75 km na północny zachód od miasta York i 348 km na północ od Londynu. W 2001 miejscowość liczyła 147 mieszkańców.